# Tirapu
Tirapu là một đô thị trong tỉnh và cộng đồng tự trị Navarre, Tây Ban Nha. Đô thị này có diện tích là 5,62 ki-lô-mét vuông, dân số năm 2007 là 57 người với mật độ 10,14 người/km². Đô thị này có cự ly 24 km so với tỉnh lỵ Pamplona.